# Officially Dead
Officially Dead es el segundo EP de la banda estadounidense de rock alternativo Veruca Salt, que fue lanzado en 2003 por Embryo Records.
El sencillo fue lanzado en Australia y llegó al puesto #13 en Triple J top 100.
La primera copia del EP tuvo muchos errores.[cita requerida] Por ejemplo, la canción número 3 actualmente es "Blissful Queen" y anteriormente era "Smoke & Mirrors". Summer, el amigo de Louise Post no fue acreditado como el creador del tatuaje de la carátula del EP hasta la producción de la segunda copia.[cita requerida]

## Lista de canciones
1. "Officially Dead" (Tihista/Post) – 2:49
2. "Straight Jacket" (demo) (Post) – 3:52
3. "Smoke & Mirrors" (demo) (Post/Fitzpatrick/Crosley) – 3:55
4. "The Light Behind Your Eyes" (Post) – 2:03
5. "The Same Person" (Remix) (Post) – 3:51

## Personal
- Chad Adams - ingeniero
- Natalija Brunovs - directora de arte
- Brian Liesegang - ingeniero
- Darian Rundall - ingeniero